# Chinnasekkadu
Chinnasekkadu is a town no distrito de Thiruvallur, no estado indiano de Tamil Nadu.

## Geografia
Chinnasekkadu está localizada a 13° 10′ N, 80° 16′ L. Tem uma altitude média de 11 metros (36 pés).

## Demografia
Segundo o censo de 2001,  Chinnasekkadu  tinha uma população de 9744 habitantes. Os indivíduos do sexo masculino constituem 52% da população e os do sexo feminino 48%. Chinnasekkadu tem uma taxa de literacia de 75%, superior à média nacional de 59.5%; a literacia no sexo masculino é de 81% e no sexo feminino é de 69%. 12% da população está abaixo dos 6 anos de idade.